# 帕爾坎齊
46°56′27″N 30°2′47″E / 46.94083°N 30.04639°E
帕爾坎齊（烏克蘭語：Парканці）是位於烏克蘭西南部的村莊，由敖德萨州羅茲季利納區的羅茲季利納市鎮負責管轄。該村始建於1920年，面積0.75平方公里，海拔高度153米，2001年人口104，人口密度每平方公里138.48人。